# Anastácio (filme)
Anastácio é um filme brasileiro de 1939 dirigido por João de Barro, baseado na peça homônima de Joracy Camargo. 

## Sinopse
Com a morte do pai, um próspero banqueiro, Fernando (Darcy Cazarré), assume a direção do banco com o aval da família e acionistas. Mas as atitudes que toma o levam à falência, passando a enfrentar a adversidade da família. Com os bens leiloados, Fernando vai morar em uma pensão até responder ao processo de falência e ser preso. Após anos de bom comportamento, é posto em liberdade. Com a aparência de sua pobreza, Fernando só consegue alguns bicos, tocando piano nas tabernas da cidade. Conhece o beberrão Cachacinha e se apresenta como Anastácio. Do passado, permanece apenas a crença na justiça eterna. A notícia da morte da irmã o leva à igreja que é assaltada enquanto dorme faminto. De volta ao botequim, toca para Cachacinha (Modesto de Souza) quando chega a polícia para prendê-lo sob a acusação de ter roubado a igreja. Mas então, o conformado Anastácio protesta: roubam-lhe novamente a liberdade, mas jamais a fé.

## Elenco
| Elenco Original  | Elenco Original     |
| Ator             | Papel               |
| ---------------- | ------------------- |
| Darcy Cazarré    | Fernando/Anastácio  |
| Déa Selva        | Paula               |
| Antonieta Mattos | Mariana             |
| Paulo Gracindo   | Azevedo             |
| Modesto de Souza | Cachacinha          |
| Olavo de Barros  | Professor Custódio  |
| Paulo Bruno      | Roberto             |
| Carlos Barbosa   | Banqueiro           |
| Mary May         | Criadinha da Pensão |
| Abel Dourado     | Guarda              |
| Álvaro de Souza  | O outro             |
| Arnaldo Coutinho | Dono do Botequim    |